# Le Plessis-Trévise
Le Plessis-Trévise é uma comuna francesa na região administrativa da Ilha de França, no departamento do Vale do Marne. Estende-se por uma área de 4,32 km², com  17 710 habitantes, segundo os censos de 2006, com uma densidade de 3 856 hab/km².

## Geografia

### Localização
Localizado a 17 km a leste de Paris, Le Plessis-Trévise é a cidade a mais jovem do Vale do Marne (seu centésimo aniversário foi comemorado 7 de julho de 1999). 
Le Plessis-Trévise está situado na encruzilhada entre a Seine-et-Marne, com a cidade de Pontault-Combault, a Seine-Saint-Denis com a cidade de Noisy-le-Grand e do Val-de-Marne com a cidade de Champigny-sur-Marne, Chennevières-sur-Marne, La Queue-en-Brie e Villiers-sur-Marne. 

### Transporte Públicos
As linhas de bus que passa na cidade :
- A linha RATP 206 que liga Noisy-le-Grand, Villiers-sur-Marne, Le Plessis-Trévise e Pontault-Combault.
- A linha RATP 207 que liga Noisy-le-Grand, Villiers-sur-Marne, Le Plessis-Trévise e La Queue-en-Brie.
- A linha RATP 208b que liga Saint-Maur-des-Fossés, Champigny-sur-Marne, Chennevières-sur-Marne e Le Plessis-Trévise.

A estação mas próxima é a Estação de Villiers-sur-Marne - Le Plessis-Trévise que passa a Linha E, as linha de bus que passam na estação são a RATP 206 e a RATP 207.

### Enquadramento Geográfico
A cidade de Le Plessis Trévise situa-se na zona leste do Val-de-Marne com uma densidade de 4 100 hab/km².
- a norte : Noisy-le-Grand (pertencentes ao distrito de Seine-Saint-Denis)
- a oeste : Champigny-sur-Marne, Villiers-sur-Marne, Chennevières-sur-Marne
- a sul : La Queue-en-Brie
- a este : Pontault-Combault (pertencentes ao distrito de Seine-et-Marne)

## História
Originalmente, a aldeia é constituída por duas áreas distintas: Le Plessis-Saint-Antoine e Plessis La Lande. Em 1776, o príncipe de Conti juntos e indicando as áreas do território que se tornou o Le Plessis-Trévise, então repartido entre os municípios de Villiers-sur-Marne, La Queue-en-Brie e Chennevières-sur-Marne. 
A velha palavra "plessis" antigamente designada ramos cruzando uma área protegida. A palavra "Trévise", refere-se à cidade de 
Itália (Vêneto): O marechal Mortier foi nomeado Duque de Treviso e de governador da Silésia por Napoleão I, em 1808, após a Batalha de Friedlândia. Em 1812, o marechal Mortier, que se tornou imensamente rico, foi instalado no Château La Lande, localizada na cidade em que ele se tornou no posto de prefeito. Ele foi morto em 1835, boulevard du Temple, uma vítima da "máquina infernal" de Fieschi, que foi o desfile de Luís Filipe. Enterrado no Invalides, seu coração está enterrado no cemitério de Père-Lachaise. 
Em 1857, a subdivisão de parte das terras do castelo traz uma nova população para resolver, levando à criação de uma cidade cheia o 7 de julho de 1899. Inicialmente, uma população de Paris em busca de espaço verde contribui para o rápido crescimento da cidade. A partir da década de 1950, a urbanização está em desenvolvimento, especialmente após a criação, pelo Abbé Pierre da "Cité de la Joie", uma das primeiras edifícios construídas após uma chamada de emergência de seu famoso em 1954 pelo arquitecto Pierre Dufau. 
Muitos bairros suburbanos são construídos na década de 1970. Desde 1984, a cidade recebe um coração e viu sua população atingir a maturidade em torno de 19 000 plesséens hoje.

## Administração
Em 2010, a cidade de Le Plessis-Trévise foi atribuído o rótulo de "Ville Internet @ @".
Lista dos prefeitos successivos :
- 2001-atualmente : Jean-Jacques Jégou (MoDem)

### Geminação
- Burladingen (Alemanha) desde 1988.
- Ourém (Portugal) desde 1992.
- Wągrowiec (Polónia) desde 2008.

## Demografia
| 1901 | 1906 | 1911 | 1921  | 1926  | 1931  | 1936  | 1946  | 1954  |
| ---- | ---- | ---- | ----- | ----- | ----- | ----- | ----- | ----- |
| 921  | 835  | 868  | 1 189 | 1 469 | 1 636 | 1 391 | 1 338 | 2 426 |

| 1962 | 1968  | 1975   | 1982   | 1990   | 1999   | 2006   | - | - |
| --- | ----- | ------ | ------ | ------ | ------ | ------ | - | - |
| 5 180 | 8 392 | 12 991 | 13 565 | 14 583 | 16 656 | 17 710 | - | - |
| Para os censos de 1962 a 2006 a população legal corresponde à popolução sem duplicidades, segundo define o INSEE. |       |        |        |        |        |        |   |   |

## Personalidades ligada a cidade
- Pierre Repp
- Marcel Vezinat
- Catherine Boursier